# تا دمیرک
تا دمیرک (به لاتین: Ta' Dmejrek) یک کوه در مالت است که در سیگیوی واقع شده‌است. تا دمیرک ۲۵۳ متر بالاتر از سطح دریا واقع شده‌است.